# Плодовитово
Плодовѝтово е село в Южна България, община Братя Даскалови, област Стара Загора.

## География
Село Плодовитово се намира на около 45 km югозападно от областния център град Стара Загора, 14 km южно от общинския център село Братя Даскалови (около 21 km пътно разстояние през село Гранит) и 38 km източно от град Пловдив. Селото е разположено в Горнотракийската низина, в Пазарджишко-Пловдивското поле, откъм десния (западния) бряг на водещата началото си от Чирпанските възвишения и течаща покрай него Омуровска река, ляв приток на река Марица. Надморската височина в центъра на селото е около 145 m. Климатът е преходно-континентален. Почвите в землището са предимно смолници и засолени наносни.
През село Плодовитово минава второкласният републикански път II-66, който на изток от селото пресича на около 3 km – без връзка с нея, автомагистрала „Марица“ и води през град Чирпан към град Стара Загора, а на запад след селата Мирово и Милево прави връзка в село Поповица с първокласния републикански път I-8. На север от Плодовитово третокласният републикански път III-666 след връзка на около 1,5 km с автомагистрала „Тракия“ продължава през селата Оризово, Гранит и Чоба до връзка в село Брезово с второкласния републикански път II-56. На юг от Плодовитово третокласният републикански път III-667 води през село Градина към град Първомай.
На около 4 km северно от Плодовитово се намира жп спирка Оризово на Железопътната линия Пловдив – Бургас.
Землището на село Плодовитово граничи със землищата на: село Оризово на северозапад; село Черна гора на север; град Чирпан на изток; село Градина на изток, юг и запад.
В землището на село Плодовитово има 2 микроязовира.
Селищната територия на Плодовитово е около 100 ha, а в извънселищната територия на землището му има обработваеми земи, малко пасища, двата микроязовира, малко гористо възвишение и други.
Климатът и агрометеорологичните условия благоприятстват за доброто развитие на земеделието.
Числеността на населението на село Плодовитово по данните от преброяванията от 1934 г. насам се променя както следва:
| \| Година на преброяване \| Численост \| \| --------------------- \| --------- \| \| 1934 \| 1258 \| \| 1946 \| 1468 \| \| 1956 \| 1512 \| \| 1965 \| 1241 \| \| 1975 \| 1063 \| \| 1985 \| 1005 \| \| 1992 \| 883 \| \| 2001 \| 764 \| \| 2011 \| 663 \| \| 2021 \| 529 \| |           |
| Година на преброяване | Численост |
| 1934 | 1258      |
| 1946 | 1468      |
| 1956 | 1512      |
| 1965 | 1241      |
| 1975 | 1063      |
| 1985 | 1005      |
| 1992 | 883       |
| 2001 | 764       |
| 2011 | 663       |
| 2021 | 529       |

Етническият състав на населението по численост и дял на етническите групи според преброяването през 2011 г. е:
| Етнически групи     | Численост | Дял (в %) |
| Общо                | 663       | 100       |
| Българи             | 637       | 96,08     |
| Турци               | ...       | ...       |
| Цигани              | 9         | 1,36      |
| Други               | ...       | ...       |
| Не се самоопределят | ...       | ...       |
| Не отговорили       | 11        | 1,66      |

## История
По време на османското владичество се създава селище под името Сюлемиш на 2 km южно от мястото на днешното селище. Селото е споменато под това име в регистъра за ленни владения и привилегирована рая от 1488 г. Под името Сюлемишлу селото е споменато в регистъра за Джелепкешаните от 1576 г. През 1726 – 1728 г. на територията на днешното село се заселват 7 български семейства от околните села и заедно с останалите 6 семейства и 6 къщи от мюсюлманското село Сюлемиш образуват заедно селото на днешното място под същото име. През 1880 г. селото се състои от 88 къщи с 612 жители, от които 70 мюсюлмани.
Първият заселник се е наричал Коджа Стою (Голям Стою). Той е дошъл от село Икизлери. Вторият заселник на Сюлмешлий е дядо Бойчо (Дели Бойчоолу), пристигнал от село Добрич, Хасковско.
В землището на селото има следи от тракийски селища. Най-голямото от тях се е намирало в местността „Ериджа“ (около 1,5 km североизточно от селото). В местността „Чеирите“ (около 1,5 – 2 km северно от селото) има следи от селище от времето на Втората българска държава. Намерени са монети на Александър Велики (336 – 323 г. пр.н.е.), Гордиан III (238 – 244 г.) и на византийския император Василий II (XI – XII век) – две монети, две гривни, две обици и два пръстена.
След Руско-турската война 1877 – 1878 г. по Берлинския договор 1878 г. селото – тогава с име Сюлмешлии, остава в Източна Румелия; присъединено е към България след Съединението 1885 г. Село Сюлмешлии е преименувано на Плодовитово през 1906 г.
По административно-териториална принадлежност село Плодовитово към 1934 г. е в община Царско село, до 1978 г. е в община Оризово, а след 1978 г. е в състава на община Братя Даскалови.
Училище в селото (вероятно начално) има от 1879 г. То се помещава в частна къща. През 1880 г. е построена училищна сграда, а през 1964 г. – нова сграда. Основно училище се създава в Плодовитово през 1921 г.; към него се създава и ученическа кооперация. До 1944 г. училището носи името „Цар Борис“. Основното училище – с име „Васил Левски“, е закрито през 2005 г.
Потребителна кооперация „Нова заря“ в село Плодовитово е създадена през 1907 г. с предмет на дейност извършване на търговия, изкупуване, доставка и производство на селскостопанска продукция, странични дейности и транспорт. Към 1954 г. влиза в обединение на потребителните кооперации в селата Оризово, Гранит, Плодовитово, Мирово и Опълченец (вероятно със средище в село Оризово).
Трудово кооперативно земеделско стопанство (ТКЗС) в село Плодовитово е образувано през 1950 г. Стопанството е ориентирано към зърнопроизводство и животновъдство. През 1959 г. стопанството се обединява със стопанствата в селата Мирово, Опълченец и Оризово. Четирите села образуват ОТКЗС (Обединено ТКЗС) „Георги Димитров“ със седалище село Оризово. От 1969 г. към него се присъединява и ТКЗС село Гранит, а от 1973 г. същото се отделя отново като клоново стопанство на АПК – село Братя Даскалови. Останалите четири села остават като отделно клоново стопанство към АПК – село Братя Даскалови под наименованието Клоново стопанство „Георги Димитров“ - село Оризово. От 1984 г. до 1987 г. селата Плодовитово и Мирово са в системата на АПК. През 1987 г. двете села се обособяват като Колективно земеделско стопанство село Плодовитово и съществуват така до май 1992 г., когато със заповед на областния управител е назначен ликвидационен съвет. През 1995 г. по разпоредби в ЗСПЗЗ дейността на ликвидационните съвети е прекратена и стопанството е заличено в регистъра на окръжния съд.

## Религии
Населението на Плодовитово основно изповядва православно християнство. Говоримият и писмен език на всички жители е български.
Преди Освобождението е съществувал параклис за църковни обреди. След Освобождението е построена малка църква, която е разрушена от земетресението през 1928 г. През 1930 г. е построена новата църква „Свети Иван Рилски“.

## Обществени институции
Село Плодовитово към 2025 г. е център на кметство Плодовитово. В сградата на кметството се помещават лекарският и зъболекарският кабинети и пощенската станция на Плодовитово.
В село Плодовитово към 2025 г. има:
- читалище „Просвета - 1946“;[22][23] Построено е през 1946 г. Сегашният секретар на читалището и библиотекар е Ваня Златева, като под нейно ръководство е широко застъпена художествената самодейност. Читалищната фолклорна самодейна група е участник в десетки фестивали и прегледи на художествената самодейност. Носители са на множество награди и призови места в ред конкурси из цялата страна.
- православна църква „Свети Иван Рилски“;[24]
- пощенска станция.[25]

В центъра на селото има парк.

## Културни и природни забележителности
- Паметник на един от първите заселници Дели Бойчо (в селото при кръстовището на път 667 с улица „Лилия“).
- Село Плодовитово е в обхвата на Защитената зона по директивата за местообитанията[26] „Река Омуровска“.[27]

## Редовни събития
Всяка година се празнува Великден на площада на селото с празничен хоровод.
Възстановен е традиционен събор в Плодовитово, който се провежда през месец октомври. Празникът е свързан по смисъл с честването на църквата „Свети Иван Рилски“. На този ден се провеждат църковни служби и се освещава голям курбан за здраве в двора на църквата; от години хората от селото тогава посрещат гости.
Ежегодно на 15 юли на два километра на изток от селото в землището на съседното село Градина се провежда събор с тържества в присъствието на много гости от съседни и далечни места на съществуващото Аязмо. На това място има изграден параклис „Свети мъченици Кирик и Юлита“.

## Други
- В Плодовитово се намира едно от най-големите тържища за плодове и зеленчуци в Южна България, задоволяващо потребителски нужди на граждани от цялата страна. Тържището развива като основна дейността по отдаване под наем на търговска площ за извършване от производители на търговия на едро и дребно с плодове и зеленчуци. Клиенти на Тържището са стотици търговци на едро. Тържището работи от 04 ч. до 21:00 ч.